# 호프레 보르자

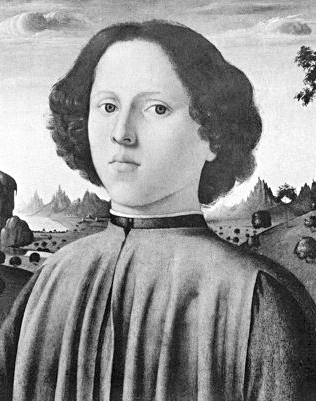
호프레 보르자

호프레 보르자 또는 조프레 보르자(카탈루냐어: Jofré Borja, 이탈리아어: Gioffre Borgia, 1482 – 1522)는 스퀼라체 공작으로, 교황 알렉산데르 6세와 반노차 카타네이 사이에서 태어난 자녀 가운데 막내아들이며, 체사레 보르자, 후안 보르자, 루크레치아 보르자와 남매지간이다. 이복남매로는 성명 미상의 여자가 낳은 페드로 루이스(피에르 루이지)와 제로니마, 이사벨라 그리고 알렉산데르 6세의 정부 줄리아 파르네세의 딸 라우라가 있다. 호프레는 나폴리의 알폰소 2세의 서녀인 아라곤의 산차(산차 다라곤)와 결혼하였다. 정열적인 여자였던 산차는 어린 남편이 성에 차지 않아, 시숙들인 체사레, 호프레와 관계를 맺기도 했다.
산차가 죽은 후, 호프레는 마리아 데 밀라와 두 번째 결혼식을 올렸다. 그리고 두 사람 사이에는 네 명의 아이가 있었다. 그는 자기 형제들처럼 눈에 띄는 삶을 살지 않았다.